# Communes de la province d'Imperia
- Haut – A
- B
- C
- D
- E
- F
- G
- H
- I
- J
- K
- L
- M
- N
- O
- P
- Q
- R
- S
- T
- U
- V
- W
- X
- Y
- Z

## A
- Airole
- Apricale
- Aquila di Arroscia
- Armo
- Aurigo

## B
- Badalucco
- Bajardo
- Bordighera
- Borghetto d'Arroscia
- Borgomaro

## C
- Camporosso
- Caravonica
- Carpasio
- Castellaro
- Castelvittorio
- Ceriana
- Cervo
- Cesio
- Chiusanico
- Chiusavecchia
- Cipressa
- Civezza
- Cosio di Arroscia
- Costarainera

## D
- Diano Arentino
- Diano Castello
- Diano Marina
- Diano San Pietro
- Dolceacqua
- Dolcedo

## I
- Imperia
- Isolabona

## L
- Lucinasco

## M
- Mendatica
- Molini di Triora
- Montalto Ligure
- Montegrosso Pian Latte

## O
- Olivetta San Michele
- Ospedaletti

## P
- Perinaldo
- Pietrabruna
- Pieve di Teco
- Pigna
- Pompeiana
- Pontedassio
- Pornassio
- Prelà

## R
- Ranzo
- Rezzo
- Riva Ligure
- Rocchetta Nervina

## S
- San Bartolomeo al Mare
- San Biagio della Cima
- San Lorenzo al Mare
- Sanremo
- Santo Stefano al Mare
- Seborga
- Soldano

## T
- Taggia
- Terzorio
- Triora

## V
- Vallebona
- Vallecrosia
- Vasia
- Vintimille
- Vessalico
- Villa Faraldi